# Time t
time_t型は、C言語においてシステム時刻を表現あるいは保存するために標準Cライブラリが定義しているデータ型である。この値は標準ライブラリ関数のtime()によって得られる。このデータ型は、標準ヘッダファイルの<time.h>でtypedefによって定義されている。Cの国際標準規格ISO/IEC 9899:1999（通称C99）では、time_tを算術型 (arithmetic type) と規定しており、またISO/IEC 9899:2011（通称C11）では実数型 (real type) と規定しているが、実際の型・値の範囲・周期や、エンコーディング方法は規定しておらず、実装定義 (implementation-defined) としている。また、時刻の値に対する算術演算の動作は定義していない（2つのtime_t型の値の差を求めるにはdifftime()を用いる）。
UNIXとPOSIX互換システムでは、UNIX時間（協定世界時 (UTC) 1970年1月1日0時00分00秒からの秒数）を表す符号付の整数（通常は32ビットまたは64ビット）でtime_t型を実装している（閏秒は数えない）。いくつかのシステムでは、負の時刻値をサポートするが、サポートしないシステムもある。2038年問題のために、32ビットのtime_tは非難されている。
そのため、最近のシステムには、time_tを64ビットの整数型として定義しているものが多いが、古いシステムではそうでないものもあるので注意が必要である。
ISO Cでは、time()関数だけでなく、システム時刻time_tの値をカレンダー時刻に変換する関数や、逆の変換を行なう関数などを定義している。

## 利用例
以下のC言語のコードは現在時刻をtime_t型の値として取得し、文字列に変換して標準出力に出力する例である。
```
#include
 
<stdio.h>

#include
 
<time.h>

/*

* The result should look something like

* Fri 2008-08-22 15:21:59 WAST

*/

int
 
main
(
void
)

{

    
time_t
     
now
;

    
struct
 
tm
  
*
ts
;

    
char
       
buf
[
80
];

    
// Get the current time

    
now
 
=
 
time
(
NULL
);

    
// Format and print the time, "ddd yyyy-mm-dd hh:mm:ss zzz"

    
ts
 
=
 
localtime
(
&
now
);

    
strftime
(
buf
,
 
sizeof
(
buf
),
 
"%a %Y-%m-%d %H:%M:%S %Z"
,
 
ts
);

    
printf
(
"%s
\n
"
,
 
buf
);

    
printf
(
"%lld
\n
"
,
 
(
long
 
long
)
now
);

    
return
 
0
;

}

```

tmは、「要素別の時刻」(broken-down time) と呼ばれるカレンダー時刻の構成要素集合を保持する構造体である。C99において、tm構造体は少なくとも下記のメンバーを任意の順序で含むように規定されている（実装によっては他の追加メンバーを含んでいることもある）。そのため、何らかの関数を使ってtime_tの値からtm構造体の値を得た後、これらのメンバーを直接読み取って日時情報を取得することも可能である。文字列への書式化にstrftime()を使う必要はなく、printf系の関数を使うこともできる。
```
struct
 
tm
 
{

    
int
 
tm_sec
;
 
// seconds after the minute — [0, 60]

    
int
 
tm_min
;
 
// minutes after the hour — [0, 59]

    
int
 
tm_hour
;
 
// hours since midnight — [0, 23]

    
int
 
tm_mday
;
 
// day of the month — [1, 31]

    
int
 
tm_mon
;
 
// months since January — [0, 11]

    
int
 
tm_year
;
 
// years since 1900

    
int
 
tm_wday
;
 
// days since Sunday — [0, 6]

    
int
 
tm_yday
;
 
// days since January 1 — [0, 365]

    
int
 
tm_isdst
;
 
// Daylight Saving Time flag

};

```

BSD/GNU拡張では、tm構造体に追加のメンバーtm_gmtoffとtm_zoneが含まれている。
前述のコード例で使用されているlocaltime()関数は、time_tの値をローカル時刻としてtm構造体の値に変換し、そのアドレスを指すポインタを返す。他にもUTC時刻として変換して返すgmtime()関数も規定されている。しかし、これらの関数は仕様に欠陥があり、リエントラント性やスレッドセーフ性が保証されない。スレッドの概念が標準化されたC11では、変換結果の出力先へのポインタstruct tm*を引数として別途受け取るスレッドセーフバージョンのlocaltime_s()とgmtime_s()が標準化されたが、境界チェック付き関数と同様、必須機能ではなくオプションである。
POSIXでは、変換結果の出力先へのポインタを引数として別途受け取り、リエントラント性とスレッドセーフ性を保証したlocaltime_r()/gmtime_r()が規定されている。C23ではPOSIXベースのlocaltime_r()/gmtime_r()が標準化される予定である。
Microsoft Visual C++ (MSVC) では、呼び出しスレッドごとに変数の記憶域を確保するスレッドローカルストレージをlocaltime()/gmtime()の実装に用いることで、スレッドセーフ性を実現している。また、変換結果の出力先へのポインタを引数として別途受け取るlocaltime_s()/gmtime_s()も用意されている。ただし、POSIXのlocaltime_r()/gmtime_r()や、C11のlocaltime_s()/gmtime_s()とは互換性がない。
strftime()は現在設定されているロケールLC_TIMEの影響を受ける。書式文字列における変換指定子%Zは、ロケールのタイムゾーンの名前または略称 (abbreviation) によって置換されるが、タイムゾーン情報が判定できない場合は空文字列となる。変換指定子%zは、ISO 8601形式でUTCからのオフセット（+hhmmまたは-hhmm）によって置換されるが、タイムゾーン情報が判定できない場合は空文字列となる。%zはもともとGNU拡張だったものがC99とPOSIX.1-2001で標準化された。MSVCの実装では、タイムゾーン情報はグローバル変数_timezoneと_dstbiasを経由して追加投入されるため、gmtime()が返すtm構造体へのポインタをstrftime()に渡した場合、%Zや%zによって出力される結果は不正確なものとなる。POSIXではタイムゾーン情報を表す環境変数TZが使用されるが、tm構造体の値を各種関数呼び出しによって生成した後にTZの値が変更された場合、%Zや%zによって出力される結果は未定義となる。

## time_tパーティ
UNIXファンは、UNIX時間の意味ありげな値を祝賀するためにtime_tパーティを行なってきた歴史がある。これは、多くの暦で年が変わるときに行われる新年パーティと良く似ている。UNIX時間の使用が広がったことで、マイルストーンを祝うことが習慣となった。通常は端数のない10進数の時刻の値が、time_t の値を10進数で眺めるUNIXのコンベンションで祝賀される。一部のグループは、2004年1月10日の13:37:04 UTCに起こった+230のような端数のない2進数も祝賀している。
これらの祝賀イベントは、通常は「UNIX epochからN秒」と呼ばれるが、これは不正確である。上で述べたとおり、UNIX時刻の閏秒の扱いのため、UNIX epochからの秒数はUNIX時刻の数よりもわずかに大きい。
2001年9月9日 01:46:40 UTC、UNIX billennium（UNIX時刻が1000000000）の祝賀が行なわれた。
2005年3月18日 01:58:31 UTC、UNIX時刻が1111111111に到達した。
2009年2月13日 23:31:30 UTC、UNIX時刻が1234567890に到達し、世界中のさまざまなテクノロジーサブカルチャーの間でパーティーやその他の祝賀会が開催された。
2033年5月18日  03:33:20 UTC、2回目のUNIX billennium（UNIX時刻が2000000000）の祝賀が行なわれる予定。